# Galeruca miegi
Galeruca miegi là một loài bọ cánh cứng trong họ Chrysomelidae. Loài này được Perez miêu tả khoa học năm 1874.